# Juan Antonio Ramírez Sunyer
Juan Antonio Ramírez Sunyer (9 de setembre de 1947 - 4 de novembre de 2018) fou un enginyer i jutge espanyol. Després de passar pels jutjats de Terrassa, Sant Boi i Badalona, des del 2003 encapçalà el Jutjat d'Instrucció núm. 13 de Barcelona. Va dictar ordres de presó provisional controvertides contra okupes i grups antisistema. Quan va complir 70 anys va demanar poder seguir exercint fins als 72 anys i se li va concedir el 17 de maig de 2017.

## Trajectòria
Va iniciar la carrera judicial per oposicions el 1991, quan tenia 44 anys. El 17 de maig del 1994 va ser nomenat magistrat, un pas en la carrera judicial. Fins aquell moment era jutge de primera instància i instrucció número 3 de Sant Boi i després fou destinat al jutjat de primera instància número 5 de Terrassa. A finals de la dècada del 1990 era membre de la junta electoral de Barcelona. El 1997 fou traslladat a Badalona i el 24 d'octubre del 2000 esdevingué degà dels jutjats de Badalona, on era titular del jutjat de primera instància número 5 i després al número 4. El 2003 es va traslladar al jutjat d'instrucció número 13 de Barcelona.
A la dècada del 2000 va dur diverses causes contra el moviment ocupa. El 2004 va instruir la causa per un atac amb artefactes incendiaris a la comissaria de la policia del carrer de Sants, i va acabar ordenant l'empresonament a la presó de Trinitat Vella de dos joves de 18 i 19 anys de l'Hospitalet de Llobregat. Van ser alliberats 60 dies després perquè no hi havia cap prova que els incriminés. El judici els declarà innocents i l'Estat els va haver d'indemnitzar. El juny del 2005 va ordenar l'empresonament de tres manifestants d'una marxa solidària anarquista.
A la dècada del 2010 un membre dels Castellers de Barcelona va ser empresonat preventivament per ordre seva per la presumpta participació en mobilitzacions en favor de Can Vies el maig del 2014. Va passar 24 dies a la presó fins que es va dictar una sentència absolutòria. Més endavant, el setembre del 2015, va obrir diligències pel Director general de la Policia, Albert Batlle, per haver omès el deure de perseguir delictes, després de la xiulada del 30 de maig de 2015 contra l'himne espanyol al Camp Nou.
Va rebre una de les 235 medalles entregades pel Departament d'Interior de la Generalitat de Catalunya el Dia de les Esquadres del 2016.
El març de 2017 va començar a instruir La causa del 13, una investigació derivada per una querella de Vox per les declaracions de l'exjutge i exsenador Santi Vidal sobre els preparatius del Govern pel referèndum. Els primers investigats, a part de Vidal, van ser Carles Viver Pi-Sunyer, director de l'Institut d'Estudis per l'Autogovern, i Josep Lluís Salvadó, secretari d'Hisenda del Govern català. La seva investigació va implicar l'escorcoll del Teatre Nacional de Catalunya, on es va celebrar l'acte de presentació de la Llei del Referèndum del 4 de juliol de 2017. També va fer declarar una desena d'alts càrrecs del Govern i funcionaris, així com directius d'empreses que concursaven per a fabricar les urnes. Per ordre seva el 20 de setembre del 2017 la Guàrdia Civil va dur a terme l'Operació Anubis, i va irrompre al Departament d'Economia, Benestar i Afers Socials, el Departament de Governació, Exteriors, a l'Administració Oberta de Catalunya, a l'ICF i al CTTI i va detenir 12 persones. Per aquest motiu el Govern va anunciar la presentació d'una denúncia contra el jutge i la Guàrdia Civil. El jutge sempre va negar que aquesta causa fos política.
Entre 2017 i 2018 va cometre moltes irregularitats com ara punxar trucades telefòniques, fer ordenar seguiments a dirigents polítics i extralimitar-se en les seves funcions per a investigar aforats. La seva investigació va ser la base de la instrucció del jutge del Tribunal Suprem espanyol Pablo Llarena. Les últimes setmanes de vida, amb una malaltia en fase terminal, va admetre que havia estat investigant el referèndum, després d'haver-ho negat durant mesos. Va morir el novembre de 2018.
L'octubre de 2019, pocs dies abans que es fes pública la sentència del procés, la Guàrdia Civil va condecorar-lo a títol pòstum, amb una creu de la Guàrdia Civil en categoria de plata. La viuda de Sunyer va rebre el guardó durant la celebració de la patrona del cos a la comandància de Sant Andreu de la Barca. En el mateix acte es va condecorar també la secretària judicial que sota les ordres de Sunyer el 20 de setembre del 2017 va formar part de la comissió judicial enviada a la seu del Departament d'Economia i Hisenda de la Generalitat de Catalunya a la recerca de proves de la comissió de suposats delictes. Del Toro fou una testimoni clau en el judici esmentat, i que va acabar amb dures condemnes per alguns membres del govern de Carles Puigdemont.